# Briansk
Briansk (en rus Брянск) és una ciutat de Rússia, a 379 km al sud-oest de Moscou. És el centre administratiu de l'óblast de Briansk. La seva població, segons el cens del 2002, era de 431.526 habitants, i de 409.217 el 2009.
És un important centre industrial de l'acer i la maquinària; entre els seus productes principals destaquen els vagons de tren i les locomotores.
Té dues universitats, tres teatres i una acadèmia tècnica.
És un important nus de comunicacions ferroviàries i per carretera i té un aeroport (codi IATA: BZK).